# Eswatini Airlink
Eswatini Airlink (до 2018 г. — Swaziland Airlink) — национальный авиаперевозчик Эсватини. Штаб-квартира авиакомпании располагается в Манзини. Авиакомпания обанкротилась в 2022 году.

## История
Авиакомпания была создана как совместное предприятие правительства Эсватини (60 %) и южно-африканской авиакомпании Airlink (40 %).